# Javier Sardà
Francisco Javier Sardà i Tàmaro (Barcelona, 16 de abril de 1958), conocido como Javier Sardà o Xavier Sardà, es un periodista español que ha desarrollado su trayectoria profesional como presentador de radio y televisión.
Es hermano menor de la actriz y presentadora de televisión Rosa María Sardà (1941-2020).

## Biografía
Javier Sardà es licenciado en Ciencias de la Información por la Universidad Autónoma de Barcelona. Tras sus inicios como cronista musical en diversos periódicos como Catalunya Express, Avui, El Noticiero Universal o Mundo Diario, con 19 años obtuvo una beca en Radio Nacional de España en Barcelona. Allí creó el personaje del Sr. Casamajor, el abuelo a veces cascarrabias pero con una gran sabiduría que hacía el papel de oyente de Ràdio 4, a la que llamaba para incordiar y para dar su opinión en los programas donde participaba su «secreto» creador, Javier Sardá. En RNE desempeñó diversos trabajos antes de ser nombrado jefe de programación de Radio Nacional en Cataluña en 1989.
En dicha emisora debutó en 1984 como colaborador en el programa Tren de medianoche, que dirigía José Miralles y presentaba Jorge López Pedrol, donde encarnaba al Senyor Casamajor, su alter ego. Luego condujo, desde 1987 hasta 1991, el programa La bisagra. En 1992 el Sr. Casamajor y él se incorporaron a la cadena SER para colaborar en el programa Hoy por Hoy de Iñaki Gabilondo. Un año después también Javier Sardà fichó para la emisora y juntos presentaron, entre 1993 y 1997 el programa La ventana.
En los 90 fue objeto de una broma de un programa de cámaras ocultas, en la que una mujer, que huía de su presunto maltratador, le pedía ayuda, y Xavier Sardá se escondía y evitaba defenderla. El resto de personajes objeto de bromas intervenía después en el programa, pero Sardá no apareció.
Mientras tanto, comenzó a trabajar en televisión, presentando los programas Juego de niños (TVE, 1990), Olé tus vídeos (FORTA, 1992-1993), Betes i films]' (TV3), Tot per l'audiència (TV3), Sembla mentida (TV3), Todos somos humanos (Antena 3, 1996) y Moros y cristianos (Telecinco, 1997).
Desde 1997 hasta 2005 dirigió el programa Crónicas marcianas, el más visto en las noches televisivas españolas, que emitió Telecinco, y que ha sido distinguido con la Rosa de Plata del Festival de Montreux en 1998, y el Premio Ondas del año 2000, y 10 TP de Oro.
Tras la finalización del programa Crónicas marcianas se retiró voluntariamente de la televisión durante dos años, regresando en mayo de 2007 con el programa de viajes Dutifrí, también en Telecinco.
Tras renovar su contrato con la cadena por tres años, a principios de 2008 colaboró en el concurso Tú sí que vales, en calidad de jurado, aunque lo abandonó para centrarse en la segunda temporada de Dutifrí, emitida entre abril y julio de ese año. Poco después se anunció que el presentador estaba preparando su retorno al género del late show, con un espacio previsto para mediados de 2009 y que, como sus trabajos anteriores, sería emitido por Telecinco y producido por Gestmusic Endemol. Sin embargo, este proyecto enfrentó a ambas empresas, motivando la dimisión de los directivos de Gestmusic Endemol, Toni Cruz y Josep Maria Mainat, en diciembre de 2008. Tras ello, Sardà anunció el abandono del proyecto, en una nota pública, en la que afirmaba: "Gestmusic y Telecinco están atravesando una situación de desencuentro y tensión. Por mi parte, debo dejar claro que este ambiente me imposibilita seguir adelante con mi nuevo proyecto televisivo".
El viernes 17 de abril de 2009 estrenó en Telecinco el programa La tribu, obteniendo bajos resultados de audiencia y siendo retirado el 26 de mayo. Un año más tarde, en junio de 2010, estrena en la misma cadena el espacio Infiltrados.
En septiembre de 2010, se incorporó al programa de radio Julia en la Onda de Onda Cero dentro de su espacio "El Gabinete".
Tras varios años de ausencia, regresó a televisión en Antena 3, un programa de entrevistas llamado ¡Usted perdone!, estrenado en abril de 2012. En abril de 2013 regresa a Telecinco, como colaborador en el programa de Jordi González, en el El gran debate.
En septiembre de 2013 se incorpora como colaborador de Abre los ojos... y mira, programa de Telecinco con Emma García.
Desde la década de 2010 colabora en los programas televisivos de La Sexta Al rojo vivo dirigido por Antonio García Ferreras y La Sexta noche, así como desde el año 2011 en el espacio radiofónico Julia en la Onda de Onda Cero.
Desde septiembre de 2020 hasta junio de 2022 presentó Obrim fil en RTVE Cataluña. En 2022 estrenó La gran confusión en La 1.
En 2023 fichó por Mediaset España para colaborar en TardeAR y presentar el reencuentro de Crónicas marcianas.
En 2024 tuvo una sección en Babylon Show, espacio de Telecinco presentado por Carlos Latre que se emitió del 26 de agosto al 11 de septiembre de 2024. 

## Trayectoria televisiva

### Programas de televisión
| Año               | Programa                           | Cadena              | Información |
| ----------------- | ---------------------------------- | ------------------- | ----------- |
| 1990 – 1991, 2019 | Juego de niños                     | La 1                |             |
| 1992 – 1993       | Olé tus vídeos                     | FORTA               |             |
|                   | Betes i films                      | TV3                 |             |
|                   | Tot per l'audiència                | TV3                 |             |
|                   | Sembla mentida                     | TV3                 |             |
| 1996              | Todos somos humanos                | Antena 3            |             |
| 1997              | Moros y cristianos                 | Telecinco           |             |
| 1997 – 2005       | Crónicas marcianas                 | Telecinco           |             |
| 2007 – 2008       | Dutifrí                            | Telecinco           |             |
| 2009              | La tribu                           | Telecinco           |             |
| 2009              | Tú sí que vales                    | Telecinco           |             |
| 2010              | Infiltrados                        | Telecinco           |             |
| 2012              | ¡Usted perdone!                    | Antena 3            |             |
| 2013              | El gran debate                     | Telecinco           |             |
| 2013              | Migdia                             | 8tv                 |             |
| 2013 – 2014       | Abre los ojos... y mira            | Telecinco           | Colaborador |
| 2014 – 2022       | La Sexta noche                     | La Sexta            | Colaborador |
| 2014 – 2023       | Al rojo vivo                       | La Sexta            | Colaborador |
| 2014 – 2016       | El pla Sardà                       | Barcelona Televisió | Presentador |
| 2015              | ADN Max                            | DMAX                | Presentador |
| 2020 – 2022       | Obrim fil                          | RTVE Cataluña       | Presentador |
| 2022              | La gran confusión                  | La 1                | Presentador |
| 2023 – 2025       | Tardear                            | Telecinco           | Colaborador |
| 2023              | Crónicas marcianas: el reencuentro | Telecinco           | Presentador |
| 2024              | Babylon Show                       | Telecinco           | Colaborador |

#### Como invitado
| Año              | Programa              | Cadena    | Información |
| ---------------- | --------------------- | --------- | ----------- |
| 2015; 2017; 2019 | El hormiguero         | Antena 3  | 3 programas |
| 2017             | Mi casa es la tuya    | Telecinco | 1 programa  |
| 2018             | Liarla Pardo          | La Sexta  | 1 programa  |
| 2018             | Mi casa es la vuestra | Telecinco | 1 programa  |

## Premios
Premio Ondas Internacional por La bisagra en 1989. Por su labor en Crónicas Marcianas, Javier Sardà ha recibido el premio Antena de Oro de Televisión de 1997, el Premio de la Academia de Televisión de 1999 al Mejor Comunicador de Programa de Entretenimiento y el TP de Oro de 1997, 1998, 2002 y 2003 al Mejor Presentador, habiendo sido nominado para la misma categoría en 1999, 2000, 2001 y 2004.
- 2017 Premio Iris Especial a toda una vida (Academia de las Ciencias y las Artes de Televisión de España)